# River Ilheense Esporte Clube
River Ilheense Esporte Clube é um time de futebol da cidade de Ilhéus (Bahia). Seu uniforme é camisa verde com detalhes vermelhos e brancos, calção branco e meias brancas e vermelhas. Fundado em 14 de agosto de 1977, é filiado à Federação Bahiana de Futebol (FBF), mas encontra-se sem atividade.
O nome é uma homenagem ao River Plate, da Argentina.[carece de fontes?]
Participou do Campeonato Baiano de Futebol na década de 1990, nas edições de 1994, 1995 , 1996 e 1997, quando foi rebaixado à segunda divisão.[carece de fontes?] Seu mando de campo era o Estádio Mário Pessoa, em Ilhéus.
Além das atividades no futebol de campo, o River também participa de competições do futebol de areia.